# John C. Polanyi
John Charles Polanyi (en hongarès: Polányi János) (Berlín, Alemanya 1929) és un químic canadenc, d'origen hongarès, guardonat amb el Premi Nobel de Química l'any 1986.

## Biografia
Va néixer el 23 de gener de 1929 a la ciutat alemanya de Berlín, fill del químic hongarès Michael Polanyi. L'any 1933 la família va traslladar-se a Anglaterra, on va estudiar química a la Universitat de Cambridge i es va doctorar el 1952. Aquell mateix any emigrà al Canadà, on treballà al National Research Council of Canada d'Ottawa, i posteriorment a les universitats de Princeton i Toronto, d'on és professor de química des de 1956.

## Recerca científica
Després de realitzar investigacions en luminescència química infraroja, radiació que emeten les molècules quan les seves rotacions i vibracions internes s'alenteixen. L'anàlisi d'aquestes radiacions subministra informació detallada de la distribució d'energia en els elements químics, i la relació d'aquesta distribució amb els detalls de les seqüències de fenòmens que ocorren durant les reaccions.
L'any 1986 fou guardonat, juntament amb els químics nord-americans Dudley R. Herschbach i Yuan T. Lee, amb el Premi Nobel de Química pel desenvolupament de la dinàmica de processos químics elementals.